# Otłoczynek
Otłoczynek (niem. Ottlotschinek, Otloczynek, łac. Otlucinek) – osada wsi Białe Błota w Polsce, położona w województwie kujawsko-pomorskim, w powiecie aleksandrowskim, w gminie Aleksandrów Kujawski.
Osada położona jest nad rzeką Tążyną w lasach otłoczyńskich, pomiędzy drogą krajową nr 91 (dawniej nr 1) a linią kolejową. Pierwsza strefa klimatyczna Niziny Ciechocińskiej, w województwie kujawsko-pomorskim, w powiecie aleksandrowskim, w gminie Aleksandrów Kujawski.
Przez Otłoczynek prowadzi prehistoryczny szlak handlowy zorganizowany przez Celtów a po przejęciu go przez Rzymian nazwany Szlakiem Bursztynowym.

## Położenie i przynależność administracyjna
W latach 1466–1772 przysółek część integralna wsi Otłoczyn administracyjnie należała do województwa inowrocławskiego zwanego też gniewkowskim, powiat Podgórz, metropolia gnieźnieńska, diecezja kujawska, dekanat inowrocławski a od 1615 dekanat gniewkowski, parafia Podgórz.
W latach 1773–1920 wyodrębniona osada wsi Otłoczyn położona wzdłuż niecki rzeki Tążyny, administracyjnie należała do powiatu toruńskiego, metropolia gnieźnieńska – archidiecezja gnieźnieńska, dekanat gniewkowski, parafia Podgórz.
W latach 1920–1939 miejscowość administracyjnie należała do województwa pomorskiego, powiatu toruńskiego, gminy Popioły, metropolia gnieźnieńska - archidiecezja gnieźnieńska, dekanat gniewkowski, parafia Podgórz.
W czasie II wojny światowej mieszkańców Otłoczynka wysiedlono a w ich domach przebywali więźniowie budujący umocnienia Twierdzy Toruń. Po wojnie budynki zburzono a większość właścicieli zamieszkało w Otłoczynie. Na terenie Otłoczynka powstał poligon wojskowy. Pozostała tylko mała grupka budynków znajdująca się poza terenem poligonu. Jeden z budynków, którego teren przydomowy graniczy z miastem Aleksandrów Kujawski należy administracyjnie do wsi Brzoza. Jego mieszkańcy oddaleni są od swojej gminy o 30 kilometrów.
W latach 1945–1975 lewobrzeżna położona nad Tążyną część miejscowości Otłoczynek administracyjnie należała do województwa bydgoskiego, powiatu toruńskiego, gromady Otłoczyn, metropolia gnieźnieńsko-poznańska - archidiecezja gnieźnieńska, dekanat gniewkowski, od 1945 roku kościół filialny parafii Rudak, od 1958 r. samodzielny ośrodek duszpasterski w Otłoczynie. W 1968 roku erygowano nową Parafię pw. Najświętszego Serca Pana Jezusa w Otłoczynie.a prawobrzeżna położona nad Tążyną część miejscowości Otłoczynek administracyjnie należała do powiatu aleksanrowskiego, gromady Ośno, diecezja włocławska.
W latach 1975–1998 osada administracyjnie należała do województwa włocławskiego, gminy Raciążek a po jej likwidacji od 1976 r. do gminy Aleksandrów Kujawski, sołectwo Białe Błota, metropolia gnieźnieńsko-poznańska - archidiecezja gnieźnieńska, dekanat gniewkowski, a od 1986 dekanat Podgórz (Toruń). W 1984 roku z części parafii Rudak i parafii Otłoczyn, obejmującą wieś Brzoza, utworzono nową parafię Czerniewice.
Otłoczynek położony na prawy brzegu rzeki Tążyny przemianowano na nazwę Białe Błota tj. nazwę wsi na której terenie powstało miasto Aleksandrów Kujawski.
Od 1992 roku po reformie administracyjnej Kościoła: metropolia gdańska - diecezja toruńska, dekanat Podgórz, parafia Otłoczyn.
- Otłoczynek, Ottlotschinek
- Otłoczyn, Ottlotschin
- Otłoczynek, Ottlotschinek
- Karczemka, Karczemkakrug

## Komunikacja
- Szlak Bursztynowy - Otłoczynek - 91 - Otłoczyn - Karczemka
- Autostrada A1: północ Europy - Otłoczynek - południe Europy
- trasa europejska E75: Helsinki - Otłoczynek - Ateny
- droga krajowa nr 91: Gdańsk - Toruń- Otłoczynek - Włocławek - Katowice - Cieszyn
- PKS trasa Toruń - Otłoczynek - Ciechocinek
- PKP trasa Toruń - Otłoczyn - Aleksandrów Kujawski - Włocławek

## Szlaki turystyczne
- Szlak Bursztynowy - Rzym - Kalisz - Opoki - Grabie - Otłoczynek -  91 - Otłoczyn - Karczemka - bród przez Wisłę - wybrzeże Bałtyku-Połąga-Litwa.

 szlak Solny, (11 km) Karczemka - Otłoczyn - Otłoczynek - Odolion - Kuczek